# Jeż Kleofas
Jeż Kleofas – polski telewizyjny serial animowany, emitowany w latach 1987–1988 na antenie Telewizji Polskiej.

## Fabuła
W pewnym lesie jest leśna poczta, i obsługuje leśnych adresatów. Mały Jeż Kleofas uwielbia wyzwania i postanowił zostać leśnym listonoszem, aby dostarczać listy i przesyłki wszystkim mieszkańcom lasu.